# Uta Koppel
Uta Koppel (* 8. Mai 1936 in Altheide Bad, Landkreis Glatz, Provinz Niederschlesien; † 19. Dezember 2005 in Paderborn) war eine deutsche Schriftstellerin.

## Leben
Sie war die Tochter des Rufin Klaus Koppel (1898–1988), Maler und Glasdesigner in den Kristallglas-Hüttenwerken Franz Wittwer in Altheide Bad. Nach der Vertreibung (1946) und dem Abitur (1957) studierte sie Germanistik und Theatergeschichte in Mainz, Saarbrücken und Wien. Sie bestand ihr Examen in Philosophie und Pädagogik und absolvierte eine Ausbildung als Schauspielerin in Wien und Wiesbaden. 1963 erlangte sie die Bühnenreifeprüfung. Seit 1967 wohnte sie in Paderborn. Dort war sie pädagogisch tätig. Von 1981 bis 1983 hatte Koppel einen Lehrauftrag an der Universität Paderborn und seit 1979 bot sie Literaturkurse an der Volkshochschule Paderborn an. Von 1988 bis 1994 machte sie Pressearbeit für die Autorenvereinigung „Die Kogge“. Sie lebte als Malerin und Schriftstellerin in Paderborn.

## Auszeichnungen
- Arbeitsstipendium des Landes NRW (1977, 1984)
- Drehbuchstipendium (1979, Studio Hamburg)
- Josef-Dietzgen-Preis (1980, 3. Preis) für das Theaterstück Das Atombunkerspiel (UA Studiobühne Paderborn 1978)
- Dr.-Heinrich-Mock-Medaille des Graphikum-Verlages

## Veröffentlichungen

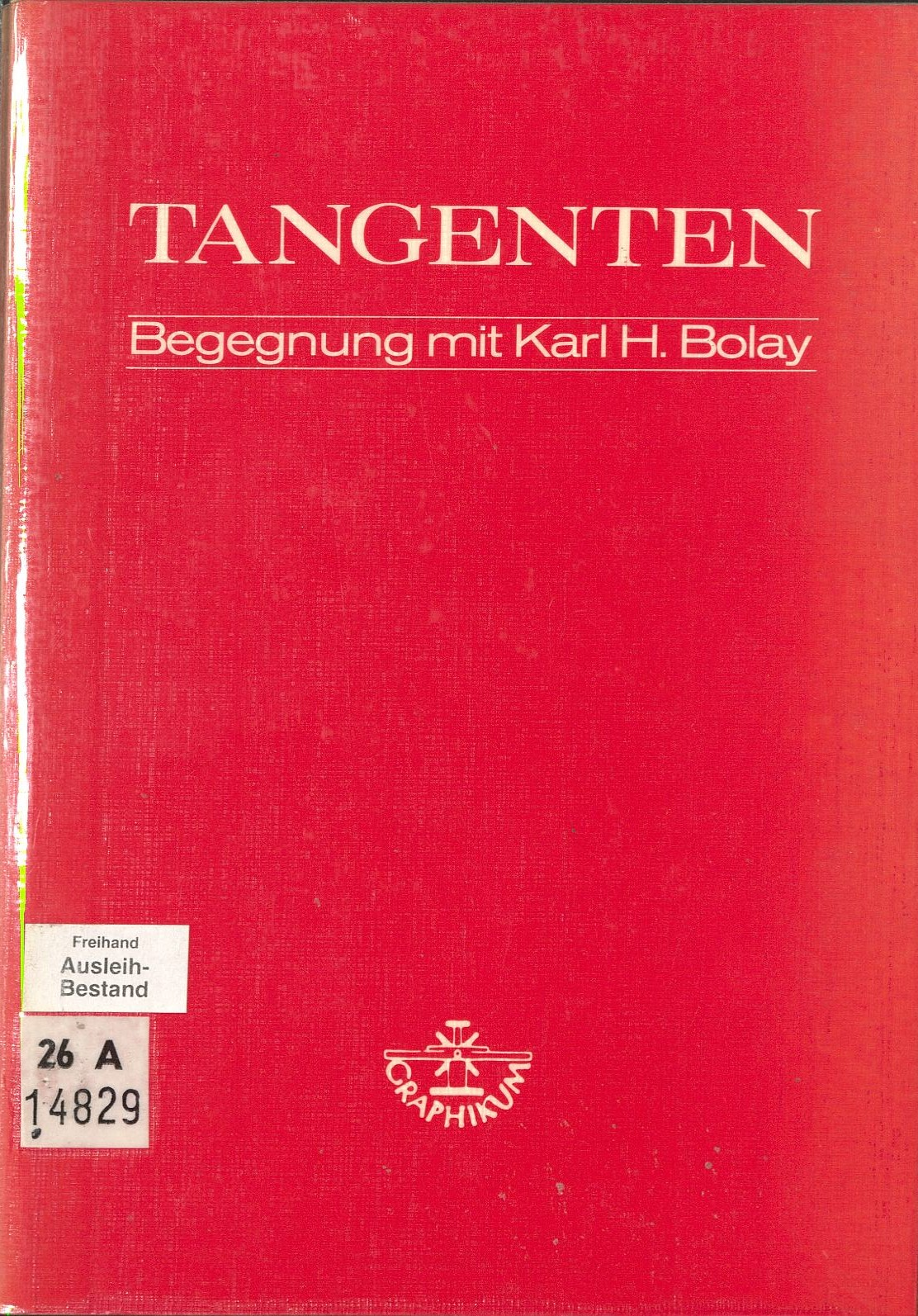
Bolay (1984)

- Kurzgeschichten, Gedichte, Erzählungen, Märchen in verschiedenen Zeitungen und Zeitschriften. Zahlreiche Anthologien, u. a. in: Der Dom, Ruhrwort, Neue Westfälische, Die Künstlergilde, Literat, Recklinghäuser Zeitung
- Theaterkritiken 1964–1966
- Ruhrtangente 1972/73
- Der Maestro und andere Erzählungen. Argus, Opladen 1973
- Bis zum Ende der Welt und andere Erzählungen, Paderborn 1975
- Bis zum Ende der Welt und andere Erzählungen, Bücher der Vier (mit A. Müller-Felsenburg, A. Bungert), Paderborn 1975
- Sassafras-Blätter, Nummer 17, 1975, Westfalenspiegel 1983, H. 3.
- Die Taube in meiner Hand. Gedichte und lyrische Prosa. Bovenden: Graphikum Dr. Mock 1977 [Illustr.]
- Wirf das Netz. Gedichte. Bovenden: Graphikum Dr. Mock 1983 [Illustr.]
- Baum für Baum. Gedichte. Paderborn: Atelier 22 1984 [Illustr.]
- Ankunft ungewiß. Erzählungen. Kehl: Morstadt 1987 [Illustr.]
- Aufbruch. Gedichte. Göttingen: Graphikum Mock 1987
- Katja Pfifferling. Berlin: Klopp 1979, 1981; Würzburg: Arena 1982; München: Bertelsmann [1992]; München: Omnibus 1995 [Illustr.]
- Katja Pfifferling in Venedig. Berlin: Klopp 1980; München: Omnibus 1996 [Illustr.]
- Katja Pfifferling und die Mumpsis. Berlin: Klopp 1984; München: Omnibus 1998 [Illustr.]
- Öffnet mir die Türen. Geschichten und Spiele zur Advents- und Weihnachtszeit. Illustrationen von Bibi Philipp. München: Pfeiffer 1992 [Illustr.]
- Stein und Lavendel. Texte und Bilder zur Provence. Vorw. von I. Meidinger-Geise. Göttingen: Graphikum Dr. Mock 1992 [Illustr.; mit E. Drefke]
- Nur gut, daß Peter fliegen kann. Acht phantastische Geschichten. Kinderbuch. Paderborn: Igel 1994 [Illustr.]
- postum: Mädchen sind stark!. München: Omnibus 2006[2]
- postum: Das Fest der Sternbilder. Ein Märchen. Illustrationen von Bibi Philipp. Hg: Beatrix Lord und Alexandra Lehr 2019

### Herausgabe
- Tangenten. Begegnung mit Karl H. Bolay [zum 70. Geb. von Karl H. Bolay am 23. November 1984]. Bovenden: Graphikum Dr. Mock 1984.

### Rundfunk
Kurzgeschichten und Erzählungen (SWF, HR 1963–1967)

### Fernsehen
Poesie wie Brot. Schriftstellerei zwischen Hobby und Notwendigkeit (WDR, Febr. 1984)

### Vertonungen
Ihre Gedichte wurden von W. Jorden, C. Philipp und Klaus Brüngel vertont.

### Sammlungen
- 1. StLB Dortmund, Personenslg.: Zeitungsausschnittslg.
- 2. Kogge-Archiv der StB Minden
- 3. Archiv der Künstlergilde Esslingen.

### Nachschlagewerke
- Sie schreiben zwischen Paderborn und Münster 1977
- Literatur-Atlas NRW 1992
- Westf. Autorenverzeichnis 1993
- Who’s Who NRW? 1997
- Kürschner: Dt. Lit.-Kalender 1998
- Dt. Bibliothek
- Suzanna Wycisk-Müller: Schöpferisches Schlesien von A bis Z (Band 3), 2019